# Alatospora pulchella
Alatospora pulchella är en svampart som beskrevs av Marvanová 1977. Alatospora pulchella ingår i släktet Alatospora och familjen Leotiaceae.   Inga underarter finns listade i Catalogue of Life.